# Noshir Gowadia
Noshir Sheriargi Gowadia (Mumbai, 11 aprile 1944) è un ingegnere aeronautico indiano naturalizzato statunitense.
Durante la sua carriera alla Northrop Corporation (oggi Northrop Grumman Corporation) divenne una delle figure principali nella progettazione e realizzazione del bombardiere strategico B-2 Spirit e nel 2005 fu arrestato per spionaggio internazionale.
Gowadia fu accusato di aver venduto informazioni classificate al governo cinese e a singoli individui in Germania, Israele e Svizzera e, il 9 agosto 2010, fu ritenuto colpevole dalla Corte distrettuale statunitense per il distretto delle Hawaii di 14 dei 17 capi d'accusa mossi nei suoi confronti. Per questo fu quindi condannato, con sentenza del 24 gennaio 2011, a 32 anni di prigione. Attualmente sta scontando la sua pena nel penitenziario maschile di massima sicurezza di livello supermax ADX Florence, in Colorado, dove vive in regime di completo isolamento per 22-23 ore al giorno.

## Carriera
Nato da una famiglia Parsi a Mumbai, in India, Gowadia emigrò negli Stati Uniti d'America dopo aver ottenuto il dottorato e, nel novembre 1968, iniziò a lavorare per la Northrop Corporation, dove rimase fino all'aprile del 1986, ottenendo anche la cittadinanza statunitense verso la fine degli anni 1970. Secondo molte testimonianze, come ingegnere progettista, Gowadia fu uno dei principali artefici dello sviluppo e della realizzazione del bombardiere strategico con caratteristiche stealth B-2 Spirit, in particolare fu colui il quale concepì e progettò concettualmente l'intero sistema propulsivo del B-2, definendo se stesso come il "padre della tecnologia che protegge il bombardiere stealth B-2 dai missili a ricerca di calore".
Una volta lasciata la Northrop, tra l'altro due anni prima che il B-2 fosse presentato al pubblico, Gowadia iniziò un'attività di libero professionista fino a trovare, agli inizi degli anni 1990, un impiego come ingegnere presso i laboratori nazionali di Los Alamos, infine, nel 1999 fondò una propria società di consulenza, la N. S. Gowadia, Inc. Grazie alla sua precedente esperienza, egli riuscì ad ottenere contratti con il DARPA e con altre agenzie governative nonché a lavorare come professore aggiunto in tre diverse università, continuando sempre a cercare, e talvolta riuscendo ad ottenere, anche contratti internazionali. Poco dopo, Gowadia decise di intensificare la sua attività internazionale, fondando una società in Liechtenstein con cui meglio controllare i propri contratti in Europa (ed anche in virtù delle caratteristiche di paradiso fiscale del Paese), e un'altra a Canberra, in Australia, quest'ultima in società con un ex-comandante della marina militare locale.
La decisione di aprire una società in Australia fu presa su consiglio di ufficiali australiani, i quali erano rimasti oltremodo impressionati da un seminario di due giorni sulla progettazione stealth tenuto da Gowadia su invito delle forze armate australiane. Nello Stato oceaniano, tra il 1999 e il 2003, l'ingegnere statunitense guadagnò oltre un milione di dollari australiani per i suoi servizi, che includevano la progettazione e la consulenza nello sviluppo di un aereo da trasporto simile al Lockheed C-130 Hercules. Nel 2003, però, le trattative circa una futura e maggiore collaborazione di Gowadia nella realizzazione di velivoli australiani fallirono quando l'uomo pretese la totale proprietà intellettuale di tutto quello che sarebbe risultato dalla sua collaborazione con il governo.
Frattanto, nel 1999, forse proprio sull'onda del successo che stava ottenendo in Australia, l'uomo aveva acquistato una proprietà multimilionaria sulla costa di Maui, su cui nel 2002 aveva peraltro fatto costruire una sontuosa villa la cui linea del tetto ricordava quella di un B-2. Così, quando, pochi mesi dopo, il contratto con il governo australiano non fu rinnovato, l'uomo si trovò a dover affrontare un mutuo da 15 000 dollari al mese senza sapere come pagare parte della cifra e decise quindi di rivolgersi a un altro potenziale partner: la Cina.
Sembra che Gowadia avesse già avuto contatti con Henry Nyoo, un agente cinese, nel gennaio 2002, ma solo il 29 luglio 2003, egli, assieme a Nyoo e Tommy Wong, un ufficiale dell'ufficio cinese per gli affari esteri, effettuò il suo primo viaggio a Chengdu, sede del centro cinese di ricerca e sviluppo per aerei da combattimento e missili da crociera. Qui Gowadia tenne una presentazione della sua proposta di utilizzare sistemi di propulsione a bassa osservabilità includendo in essa materiale e informazioni classificati. Nei successivi due anni, l'ingegnere statunitense effettuò altri cinque viaggi in Cina, continuando nel frattempo a mantenere contatti via e-mail con gli ingegneri cinesi con cui lavorava, valutando i risultati delle loro prove, consigliandoli su come migliorare i test e gli strumenti di misura e supervisionando la realizzazione di un ugello per missili da crociera che avrebbe reso queste armi molto difficili da individuare, il tutto condividendo anche informazioni segrete e classificate.

## L'arresto e le accuse di spionaggio
Nell'ottobre 2005, Gowadia fu interrogato due volte dalla autorità, le quali perquisirono anche la sua tenuta multimilionaria nella contea di Maui, alle Hawaii. Il 26 ottobre, pochi giorni dopo la perquisizione durante la quale erano stati ritrovati in casa dell'uomo documenti classificati risalenti sia al suo periodo in Northrop che a quello ai laboratori di Los Alamos, Gowadia fu arrestato e accusato di aver condiviso informazioni protette da segreto militare con personale non autorizzato. Stando agli inquirenti, la maggior parte delle informazioni riguardava il progetto del B-2, con particolare riferimento alla tecnologia stealth del bombardiere, i cui progetti erano stati mostrati perlomeno a otto governi esteri, e l'accusa principale che fu mossa contro l'uomo dal tribunale distrettuale delle Hawaii fu quella di aver "intenzionalmente comunicato, consegnato o trasmesso informazioni riguardanti la difesa nazionale a una persona che non aveva titolo per riceverle, informazioni che il possessore aveva ragione di credere che potessero essere utilizzate contro gli Stati Uniti d'America o a vantaggio di una nazione straniera". In un affidavit, Gowadia ammise di aver passato informazioni classificate, affermando però di averlo fatto solo per "guadagnare una certa credibilità dal punto di vista tecnologico con potenziali clienti per futuri affari".
L'8 novembre 2006, il gran giurì federale di Honolulu rinviò a giudizio Gowadia per 18 capi d'accusa. Secondo un comunicato stampa del ministero della difesa statunitense l'accusa rivolta a Gowadia era quella di aver "fornito servizi sostanziali relativi alla difesa alla Repubblica Popolare Cinese, accettando di progettare, e in seguito progettando, un ugello di scarico per missili da crociera a bassa osservabilità in grado di rendere in missili molto più difficili da rilevare e intercettare." 
Il primo punto dell'atto d'accusa affermava quindi che Gowadia avesse cospirato per violare l'Arms Export Control Act stipulando un contratto illegale riguardante la progettazione e l'assistenza nelle prove di un ugello per missili da crociera con tecnologia stealth. Il secondo punto accusava inoltre l'ingegnere di aver fornito i propri servigi alla Repubblica Popolare Cinese in materia di difesa senza aver prima ottenuto la necessaria approvazione da parte del Dipartimento di Stato statunitense. Nell'atto di accusa erano inoltre riportati i sei viaggi in Cina effettuati tra il 2003 e il 2005 da Gowadia con lo scopo di discutere, progettare e testare il sopraccitato ugello, e descritti i contatti intrattenuti via e-mail dall'uomo con gli altri cospiratori, uno dei quali era un presunto rappresentante dell'ufficio per gli affari esteri della Repubblica Popolare Cinese.

## Il processo
L'inizio del processo a carico di Gowadia era stato inizialmente previsto per il 10 luglio 2007 ma fu in seguito rinviato al 12 febbraio 2008, poiché il nuovo avvocato difensore doveva essere valutato dal ministero della giustizia statunitense al fine di accordargli l'utilizzo di informazioni classificate come prova durante il processo. In seguito l'inizio del processo fu più volte nuovamente rinviato, anche per stabilire se l'imputato godesse di una salute mentale sufficiente a sostenere un processo.
Nel novembre 2009, i periti psicologi della difesa sostennero che Gowadia soffrisse di un disturbo narcisistico della personalità ma il magistrato Kevin S.C. Chang affermò, in una dichiarazione del 20 novembre, che la testimonianza dei due periti della difesa, Richard Rogers, psicologo forense e docente all'Università del Texas Settentrionale, e Pablo Stewart, professore di psichiatria all'Università della California, San Francisco, non era credibile. Secondo Chang, la riluttanza dell'imputato a consultarsi con i suoi avvocati non equivaleva all'incapacità di farlo e non forniva le basi per ritenere che l'imputato non fosse in grado di sostenere un processo. Alla fine, il giudice distrettuale capo, Susan Oki Mollway, decise di accogliere di parere di Chang.
Infine, il 12 aprile 2010 iniziò il processo nei confronti di Gowadia, con il governo statunitense rappresentato dal procuratore distrettuale Ken Sorenson e l'imputato difeso da David Klein. Dopo circa quattro mesi e 39 giorni di testimonianze, il 29 luglio 2010 il processo si concluse e il 10 agosto 2010, dopo cinque giorni e mezzo di camera di consiglio, la giuria emise un verdetto di colpevolezza.
La sentenza, che avrebbe anche potuto prevedere l'ergastolo, fu quindi emessa il 24 gennaio 2011 e condannò Gowadia a una pena di 32 anni di reclusione, condanna che è stata poi confermata in appello. Attualmente egli è detenuto presso il carcere di massima sicurezza ADX Florence, in Colorado, dove, come gli altri prigionieri, vive in completo isolamento per 22-23 ore al giorno.
Molti oggi ritengono che alla base dei miglioramenti delle tecnologie stealth dei velivoli cinesi (sia da bombardamento che da caccia), miglioramenti avvenuti in tempi incredibilmente rapidi a partire dall'inizio degli anni 2000, ci siano proprio le informazioni vendute da Gowadia, da alcuni addirittura definito "il vero padre della tecnologia stealth cinese". Non è infatti noto a quali altre informazioni relative al B-2, oltre a quelle inerenti ai progetti in cui era stato direttamente coinvolto, l'uomo avesse avuto accesso, quindi è possibile che egli abbia passato al governo cinese molte più informazioni di quanto si possa ritenere basandosi sul suo ruolo in Northrop. 